# ليدي بالدوين
ليدي بالدوين (بالإنجليزية: Lady Baldwin)‏ هو لاعب كرة قاعدة أمريكي، ولد في 8 أبريل 1859 في كانيدي في الولايات المتحدة، وتوفي في 7 مارس 1937 في هاستينغز في الولايات المتحدة.

## وصلات خارجية
- ليدي بالدوين على موقعبيزبول رفرنس.كوم (الدوري الرئيسي) (الإنجليزية)